# CZ Shadow 2
 (février 2018).
Si vous disposez d'ouvrages ou d'articles de référence ou si vous connaissez des sites web de qualité traitant du thème abordé ici, merci de compléter l'article en donnant les références utiles à sa vérifiabilité et en les liant à la section « Notes et références ».
Le CZ Shadow 2 est un pistolet semi-automatique produit par CZ (Česká zbrojovka). Il s´agit d´une évolution du CZ 75 SP-01 Shadow[Quoi ?].

## Description
L'arme est calibrée en 9x19mm et a une capacité de 19 cartouches. C´est un pistolet fonctionnant en simple et double action (SA/DA). 
Elle a été développée en collaboration avec l'équipe de tir IPSC de Česká zbrojovka. 

## Usages
Cette arme vendu au grand public est destinée aux compétitions IPSC,,.